# Phaonia ningwuensis
Phaonia ningwuensis este o specie de muște din genul Phaonia, familia Muscidae, descrisă de Wang și Xue în anul 1998. Conform Catalogue of Life specia Phaonia ningwuensis nu are subspecii cunoscute.